# Faubourg de Hem (Amiens)
Le Faubourg de Hem est un quartier d'Amiens, situé à l'ouest de la ville.

## Historique
Au Moyen Age, le village de Hem était séparé d'Amiens et devint progressivement un des faubourgs de la ville. Plusieurs moulins fonctionnaient à cette époque grâce à la force hydraulique produite par la Selle, affluent de la rive gauche de la Somme : moulin à blé, moulin à huile, moulin aux draps et serges.
Un lieu de culte protestant fut construit pour le bailliage d'Amiens, au faubourg de Hem sur les terres de Madame de Saint-Delis, dans les années 1560. Des rixes opposèrent alors catholiques et protestants se rendant aux offices et au cours de la troisième guerre de religion, en 1568-1569, le temple du faubourg de Hem fut détruit.
Le quartier se développa véritablement à partir du XIXe siècle avec l'industrialisation et notamment avec la création d'une manufacture de velours, en 1794, qui fut équipé, en 1857, d'un tissage mécanique par Eugène Cosserat,. Le faubourg de Hem était donc un quartier ouvrier, celui des tisserands.
En 1832, furent construits les abattoirs d'Amiens, quai Charles Tellier qui furent relocalisés, route d'Abbeville, après la Seconde Guerre mondiale.
Pendant, la Première Guerre mondiale, au début avril 1918, des obus allemands tombèrent sur le quartier détruisant partiellement l'école du quartier. Au début de la Seconde Guerre mondiale, le 18 mai 1940, deux bombes allemandes touchèrent le faubourg de Hem, faisant un mort, plusieurs blessés et détruisirent plusieurs immeubles.

## Morphologie du quartier
Le quartier est situé entre le faubourg de La Hotoie et Montières. La limite sud est fixée au Parc de la Hotoie et par la voie ferrée Paris-Calais, au nord par le canal de la Somme.
Le quartier est structuré par deux axes routiers, la rue du faubourg de Hem et l'avenue Louis Blanc. Un ensemble de rues adjacentes rayonne à partir de ces deux axes. 
L'habitat est constitué majoritairement de maisons individuelles en brique de type « maison amiénoise » et de quelques immeubles d'habitat collectif construits notamment après la Seconde Guerre mondiale, lors de la reconstruction de la ville.
A la lisière sud du quartier a été aménagé en 1952 le zoo d'Amiens.